# Carina Holmberg
Carina Holmberg, nascida em 1983, é uma futebolista sueca, que atua como média.

Atualmente (2018), joga pelo Sunnanå SK.

## Clubes
- Sunnanå SK